# Zeche Vereinigte Braut
Die Zeche Vereinigte Braut ist ein ehemaliges Steinkohlenbergwerk in Essen-Heidhausen. Diese Zeche ist aus der Konsolidation der Zechen Braut, Braut in Küpperswiese und Stephanie entstanden und war nach 1866 auch noch einige Zeit unter dem Namen Zeche Braut in Küpperswiese bekannt. Das Bergwerk befand sich in der Nähe des Feuerwehrturmes von Heidhausen.

## Geschichte

### Die Vorgängerbergwerke
Über das erste Vorgängerbergwerk, die Zeche Braut in Essen-Heidhausen ist nur wenig berichtet worden. Sie wurde zeitweise auch unter dem Namen Zeche Praut oder auch unter dem Namen Zeche Brautbank in der Peperbeck geführt. Im Jahr 1802 wurden auf der Zeche pro Tag 54 Ringel, das sind 4,1 Tonnen, Steinkohle gefördert. Die Zeche war nachweislich auch noch im Jahr 1803 in Betrieb. Im Jahr 1866 erfolgte die Konsolidation zur Zeche Vereinigte Braut. Auch über die Zeche Stephanie ist nur sehr wenig bekannt. Im Jahr 1855 lag das Bergwerk im Rechtsstreit mit der Zeche Braut in Küpperswiese. Das Bergwerk war vor 1866 in Betrieb, das Stollenmundloch befand sich im Bereich der Velberter Straße / Kathagen. Im Jahr 1866 erfolgte dann die Konsolidation.

### Die Zeit als Braut in Küpperswiese
Die Zeche Braut in Küpperswiese wurde im Jahr 1825 gegründet. Die Berechtsame umfasste ein Längenfeld. Sie war auch als Zeche Küpperswiese bekannt. Im Jahr 1826 wurde ein alter Stollen aufgewältigt, das Stollenmundloch befand sich zwischen Barkhorstrücken und Kotthaushang. Im Jahr 1830 wurden insgesamt 12.245 Scheffel Steinkohle gefördert. 1834 erfolgte der Abbau am Schacht Lisette. Im Jahr 1836 betrug die Förderung insgesamt 13.066 3/4 preußische Tonnen. Im Jahr 1840 sank die Förderung auf 12.840 preußische Tonnen. In den Jahren 1853 bis 1857 war das Bergwerk weiterhin in Betrieb. Das Bergwerk wurde durch den Schwarze-Adler-Erbstollen gelöst. Das Bergwerk gehörte zu diesem Zeitpunkt zum Bergamtsbezirk Essen. Ab 1855 gehörten zum Besitz auch die Zechen Hattig und Redlichkeit, im selben Jahr gab es einen Rechtsstreit mit der Zeche Stephanie. Im Jahr 1858 erfolgte die Förderung in einem tonnlägigen Schacht. Aus diesem Jahr sind die ersten Belegschaftszahlen bekannt, es arbeiteten 40 Bergleute auf dem Bergwerk. Ein Jahr später erfolgte die Verleihung eines neuen Längenfeldes. Im Jahr 1861 wurde mit den Teufarbeiten des tonnlägigen Schachtes Dorothea begonnen. Noch im selben Jahr wurde der Schacht bis auf eine Teufe von elf Lachtern geteuft. Im weiteren Verlauf wurde dieser Schacht bis in das Flöz Geitling geteuft und war geplant als Übergang zum Tiefbau unterhalb der Pauliner Erbstollensohle. In diesem Jahr wurden mit 30 Bergleuten 27.066 preußische Tonnen Kohle gefördert. Das Bergwerk gehörte zu dieser Zeit zum Bergrevier Werden. Im Jahr darauf wurde der Schacht bis auf eine flache Teufe von 80 Lachtern unterhalb der Pauliner Stollensohle geteuft. In dieser Teufe wurde die Haupttiefbausohle angesetzt. Mittels dieser Sohle sollten die Flöze Saarnsbank und Bänksgen aufgeschlossen werden. Ab 1865 erfolgte die Inbetriebnahme des Tiefbaus. Um die Wasserhaltung mittels Wasserkästen abwerfen zu können, wurde im selben Jahr eine Wasserhaltungsmaschine installiert. Der Einbau der Pumpensätze war allerdings bis zum Jahresende noch nicht beendet. Im darauffolgenden Jahr erfolgte die Konsolidation zur Zeche Vereinigte Braut.

### Die Jahre als Vereinigte Braut
Nach der Konsolidation im Jahr 1866 hatte die Zeche Vereinigte Braut einen Stollen und den tonnlägigen Schacht Dorothea. Der Schacht war bis auf das Flöz Geitling geteuft. Die Berechtsame umfasste ein Längenfeld. Abgebaut wurde im Nordflügel der Mulde. Im Jahr 1867 wurden auf der 80 Lachter tiefen Tiefbausohle mit 43 Bergleuten insgesamt 7.735 Tonnen Steinkohle gefördert. Im Jahr 1870 sank die Belegschaft auf 39 Bergleute, die Förderung stieg auf 8.374 Tonnen. Im Jahr 1873 waren auf dem Bergwerk 50 Bergleute beschäftigt. In diesem Jahr wurde mit 12.488 Tonnen die höchste Förderleistung des Bergwerks erbracht. Im Jahr 1877 sank die Belegschaftsstärke auf 34 Bergleute, die Förderung ging zurück auf 6.184 Tonnen. Im Jahr 1880 erneuter Rückgang der Belegschaft auf 28 Bergleute, die Förderung betrug 7.533 Tonnen. Im März 1883 soff die Hauptfördersohle ab und musste gesümpft werden. Im Jahr 1885 erneuter Rückgang der Belegschaft auf 21 Bergleute, die Förderung ging zurück auf 4.620 Tonnen. Gegen Ende der 1880er Jahre wurde ein weiterer tonnlägiger Schacht geteuft. Dieser Schacht wurde in Flöz Schnellenschuß geteuft und diente dem Abbau oberhalb der Stollensohle. Im Jahr 1888 hatte das Bergwerk zwei tonnlägige Schächte, mit 19 Bergleuten wurden 1.962 Tonnen gefördert. Im darauffolgenden Jahr wurde wegen starkem Wasserzufluss nur noch Wasserhaltungsarbeiten getätigt, deshalb wurde das Bergwerk in Fristen gelegt. 1892 wurde das Bergwerk durch die Zeche Pauline erworben, blieb aber dennoch selbständig. Im Jahr 1900 erfolgte die endgültige Übernahme durch die Zeche Pauline.